# محمد العيد الخطراوي
محمد العيد فرج الخطراوي، (1354هـ ـ 1935م / 2012 المدينة المنورة)، أديب شاعر وكاتب ومؤلف سعودي. ويُعد أحد أبرز الوجوه الثقافية والأدبية في المدينة، حيث كان عضو مؤسس لنادي المدينة المنورة الأدبي، وعضو اللجنة المركزية للحفاظ على الآثار بالمدينة، ورئيس اللجنة الثقافية بفرع الجمعية العربية للثقافة والفنون بالمدينة.

## التعليم
حصل على ليسانس الشريعة من جامعة الزيتونة 1954، وبكالوريوس اللغة العربية من جامعة الإمام محمد بن سعود 1959، وبكالوريوس التاريخ من جامعة الملك سعود 1963، وماجستير الأدب والنقد من جامعة الأزهر، 1975، ودكتوراه الأدب والنقد من الجامعة نفسها 1980.

## أعماله
عمل مدرساً بمدرسة العلوم الشرعية الابتدائية بالمدينة المنورة عام 1375هـ/1955م، ثم مدرساً بمعهد المجمعة العلمي الثانوي لمدة ثلاث سنوات من عام 1376هـ/1955م حتى عام 1379هـ/1959م ثم مدرساً بالقسم العالي بمعهد إمام الدعوة بالرياض لمدة ثلاث سنوات، ومدير مدرسة، ووكيل شؤون المكتبات بالجامعة الإسلامية بالمدينة من عام 1400هـ إلى 1402هـ، ثم أستاذ مشارك ورئيس قسم اللغة العربية بكلية التربية بالمدينة المنورة.
وكان له نشاط إعلامي كبير، ومشاركات في المهرجانات والأمسيات الشعرية داخل المملكة وخارجها، ويكتب ـ إلى جانب الشعر العمودي والتفعيلي ـ المسرحية والمقالة الأدبية.

### الأعمال الأدبية والعلمية
أصدر الراحل العشرات من المؤلفات والتحقيقات والدواوين الشعرية، وشارك في العديد من الأندية الأدبية والثقافية في المدينة المنورة خصوصاً والمملكة عموماً.

#### دواوينه الشعرية:
- غناء الجرح 1977
- همسات في أذن الليل 1977
- حروف من دفتر الأشواق 1990
- تفاصيل في خارطة الطقس 1991
- مرافئ الأمل
- تأويل ما حدث
- أسئلة الرحيل.
- أمجاد الرياض (ملحمة شعرية في حياة الملك عبد العزيز 1974).[1][3]

#### من مؤلفاته:[1][3]
- الرائد في علم الفرائض
- الفصول في اختصار سيرة الرسول؛ للحافظ ابن كثير (تحقيق وتعليق)، 1979، بالاشتراك مع: محيي الدين مستو
- شعراء من أرض عبقر – دراسة لمجموعة من الشعراء السعوديين (جزءان)
- شعر الحرب في الجاهلية بين الأوس والخزرج (دراسة).
- المدينة المنورة في العصر الجاهلي - دراسة للحياة الاجتماعية والسياسية والثقافية والدينية (دراسة).[4]
- يقول في قصيدته التي بعنوان:«أنا في طيبة»

## انظر ايضاً
- مرزوق بن تنباك

## وصلات خارجية
- الخطراوي الأديب...المبدع والعالم المتجدد فكراً ورؤية.
- المدينة المنورة تشيع أديبها “الخطراوي” إلى “الغرقد” في موكب حزين.